# Michael Moore in TrumpLand
Michael Moore in TrumpLand es una película documental de 2016 del director estadounidense Michael Moore      sobre la campaña electoral presidencial de Estados Unidos de 2016 en la que venció Donald Trump.
Está basada en un espectáculo unipersonal que Moore originalmente quería realizar en el Midland Theatre de Newark, Ohio, el 7 de octubre, pero la dirección del Midland Theatre decidió no cumplir con un contrato de alquiler.    Finalmente realizó el espectáculo en el Murphy Theatre en Wilmington, Ohio, y la película se basó en una grabación de esa actuación durante dos noches en octubre.  

## Sinopsis
Michael Moore se traslada a Ohio (uno de los estados más republicanos) para intentar que se replanteen el voto a quienes estaban a favor de Donald Trump. Durante uno de sus monólogos, habla de que una presidencia de Trump pone en peligro el futuro de los Estados Unidos de América.  Moore intentará que se den cuenta de que Hillary Clinton es mucha mejor opción.

## Estreno
El estreno de la película, apenas 11 días después de su filmación, fue el 18 de octubre de 2016  en el IFC Center de la ciudad de Nueva York, donde se entregaron al público entradas para el recinto de 400 asientos de forma gratuita.  El estreno fue seguido por una sesión de preguntas y respuestas con Moore.  Las proyecciones generales en los Estados Unidos comenzaron el 19 de octubre con el anuncio de descargas digitales disponibles en un futuro próximo. Moore había anunciado el suceso en Twitter . 

## Recepción
En el sitio web de agregación de reseñas Rotten Tomatoes, la película tiene un índice de aprobación del 54%, basado en 35 reseñas, con una calificación promedio de 5,7/10. En Metacritic, la película tiene una puntuación media ponderada de 56 sobre 100, basada en 17 críticas, lo que indica "críticas mixtas o promedio".
The Guardian escribió: " TrumpLand es un documento fascinante, pero innegablemente incómodo en su presentación".  Un crítico de WAZ comentó que la película no convencería a otros después del estreno.

## Estrenos internacionales
La película fue transmitida en:
- Reino Unido e Irlanda en el Canal 4 el 29 de octubre de  2016 [19]
- Países Bajos en NPO 3 el 30 de octubre de 2016 por VPRO [20]
- Finlandia en Jim el 1 de noviembre de 2016. [21]
- Noruega en NRK1 el 3 de noviembre de 2016 [22]
- Suecia en SVT 1 el 7 de noviembre de 2016
- Dinamarca en TV2 el 8 de noviembre de 2016
- Australia en One el 8 de noviembre de 2016
- Israel en YES VOD, noviembre de 2016